# Гайанский креольский язык
Гайанский креольский язык (самоназвание - Creolese) — креольский язык на основе английского языка, на котором говорят в Гайане. Лингвистически он похож на другие Карибские диалекты английского языка. Основан на английском языке XIX века и имеет заимствованные слова из западноафриканских, индейско-южноазиатских, аравакских языков, а также нидерландского.

## Разновидности
Существует множество диалектов гайанского креольского языка, отличающихся в зависимости от региона, места проживания (в городе или деревне) и расы говорящего. Так, в Джорджтауне говорят на одном акценте, а через 40 минут езды от него - уже на другом. Особенносто это заметно вдоль побережия где расположены деревни.
Как и в других карибских языках, слова и фразы очень эластичны, и новые могут быть созданы, изменены или развиты в течение короткого периода времени. Их также можно использовать в рамках небольшой группы, пока они не начнут использоваться более крупным сообществом. Известно также, что этнические группы изменяют или включают в язык слова, заимствованные из их собственного языка.

## Грамматика

### Существительные
Определенные существительные образуют множественное число с помощью dem, например puliis → puliis dem (полицейский → полицейские).

### Прилагательные и наречия
В гайанском креольском языке принято повторять прилагательные и наречия для усиления акцента (эквивалент добавления «very» или «extremely» в английском). Например, «Dis wata de col col» переводится как «Эта вода очень холодная». «Come now now» переводится как «Приходи прямо сейчас».

## Примеры слов и фраз
| Гайаньский креольский                                 | Английский                       | Английский                                                             | Русский                                                            |
| Гайаньский креольский                                 | Дословный перевод                | Стандартный английский                                                 | Русский                                                            |
| ----------------------------------------------------- | -------------------------------- | ---------------------------------------------------------------------- | ------------------------------------------------------------------ |
| ah go do it                                           | I'll go do it                    | I will do it                                                           | Я это сделаю                                                       |
| dem ah waan sting yuh waan bil                        | They want to sting your one bill | They usually want to take money from you                               | Они обычно хотят забрать твои деньги                               |
| evri day me a run a raisfil                           | Every day I run the ricefield    | Every day I take care of the ricefield                                 | Каждый день я забочусь о рисовых полях                             |
| ee bin get gun                                        | He been get gun                  | He had the gun                                                         | У него был пистолет                                                |
| ee wuda tek awi lil time but awi bin go come out safe | -                                | It would have taken us a little time but we would have come out safely | Это бы заняло у нас немного времени, но мы бы вышли в безопасности |
| me a wuk abak                                         | -                                | I'm working further inland                                             | Я работаю дальше от берега                                         |
| suurin                                                | suitoring (от suitor)            | courtship                                                              | ухаживание                                                         |